# Publicité
Pour les articles homonymes, voir Publicité (homonymie).
Ne pas confondre publicitaire avec publiciste.

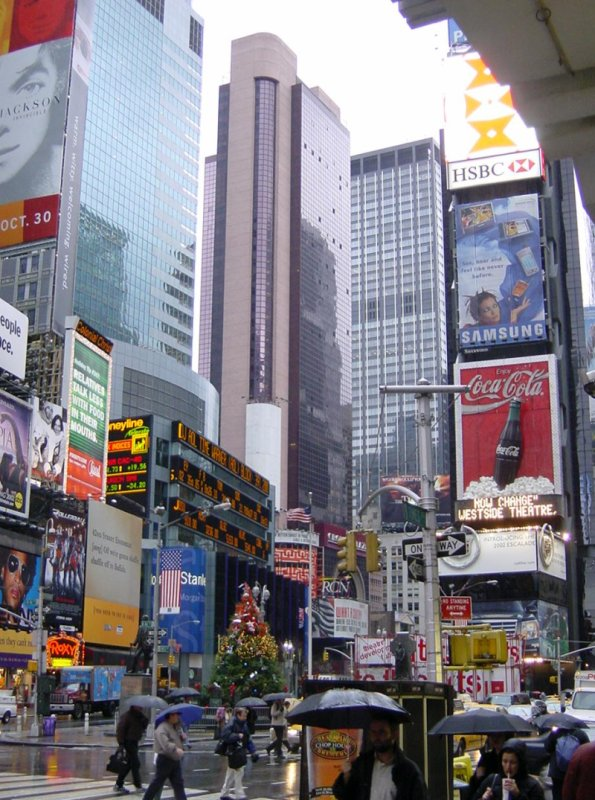
Times Square, à New York, l'un des lieux de plus forte concentration d'affichage urbain.

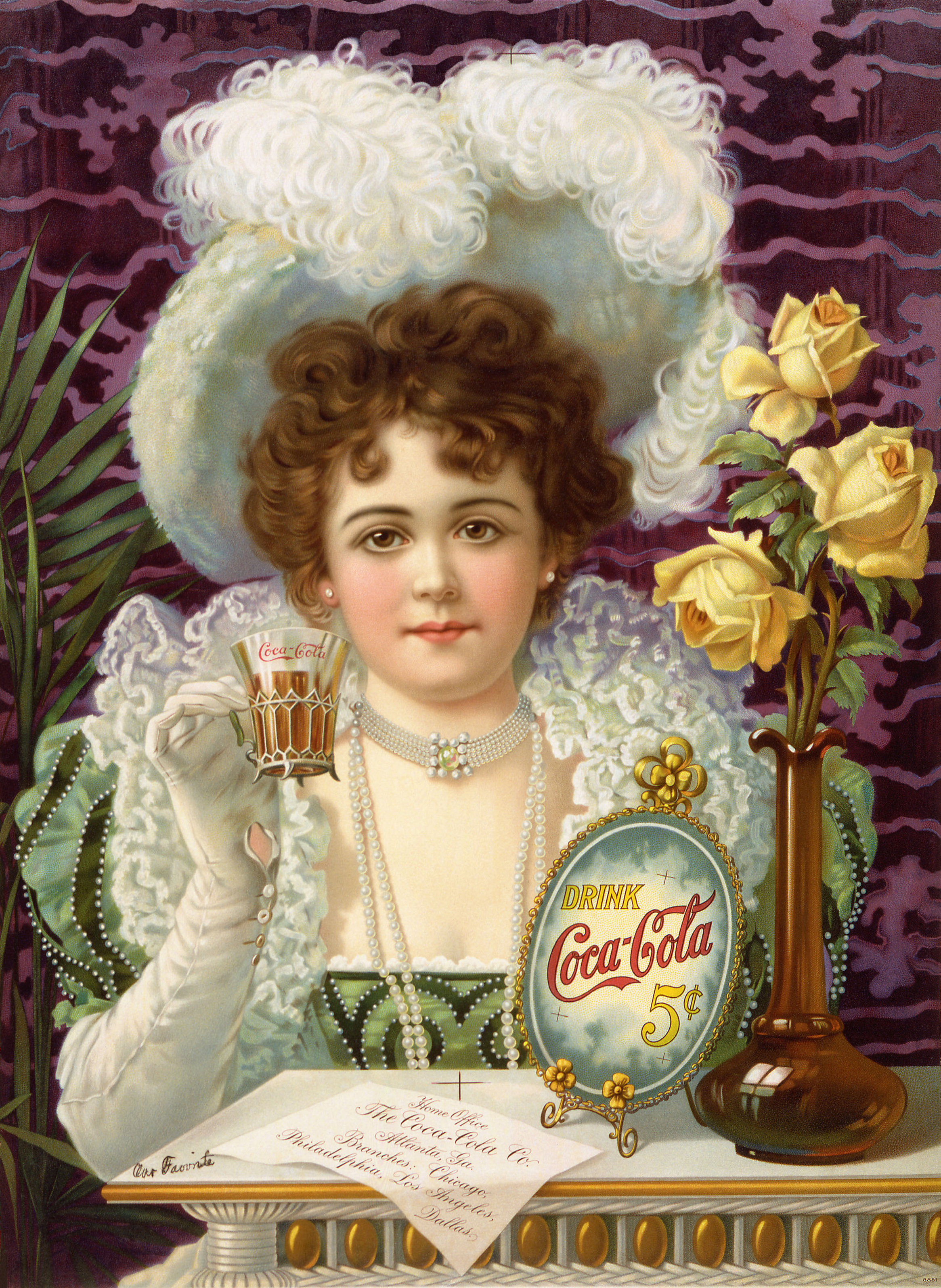
Publicité pour le Coca-Cola, dans les années 1890.

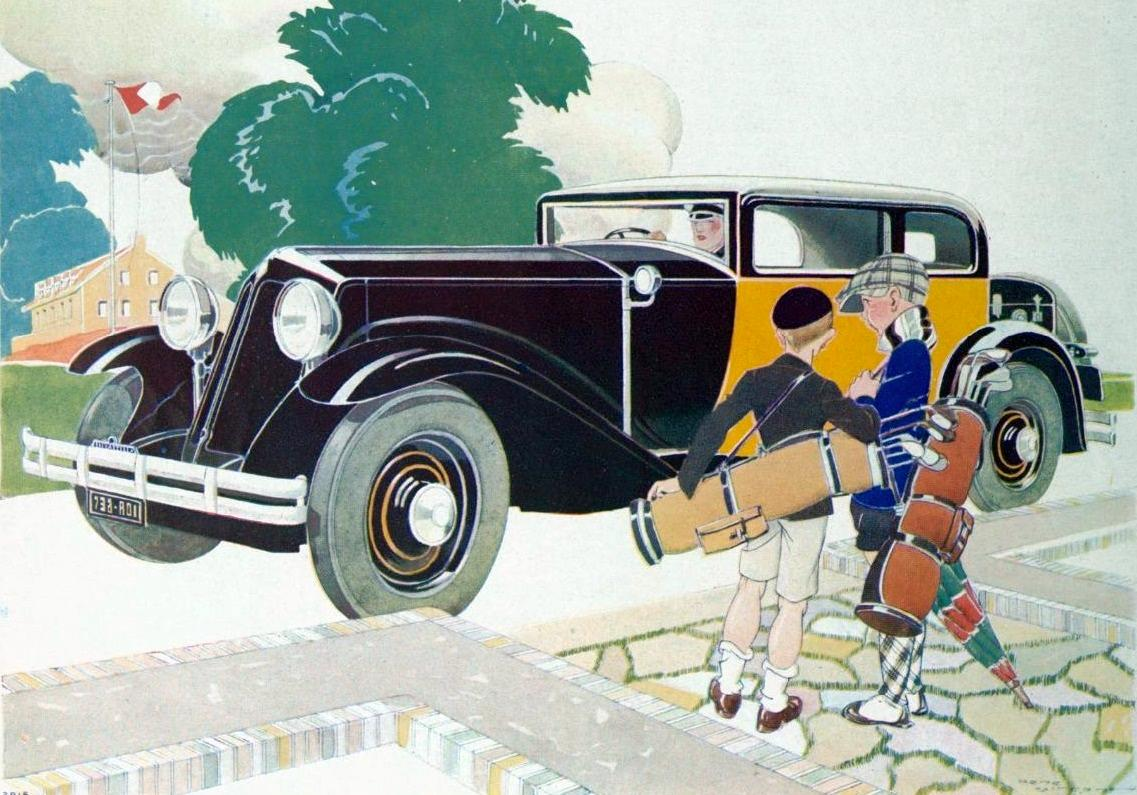
Publicité Renault d'octobre 1930, pour sa gamme Stella (Mona, Viva, Nerva, et Reina).

La publicité est une forme de communication de masse, dont le but est de fixer l'attention d'une audience cible (consommateur, utilisateur, usager, électeur, etc.) afin de l'inciter à adopter un comportement souhaité : achat d'un produit, élection d'une personnalité politique, incitation à l'économie d'énergie, etc.
Évoquer, par exemple, le nom d'une entreprise, d'un magasin, ou encore d'une marque, n'implique pas automatiquement un acte publicitaire. Mais cela le devient à partir du moment où le but volontairement recherché est d'attirer l'attention sur l'objet évoqué et/ou de suggérer d'aller à tel ou tel endroit.
La « pub » (l'apocope est devenue un synonyme à part entière) n'est pas limitée aux biens de consommation ou aux services. Elle peut aussi promouvoir des hommes ou des femmes, vanter un lieu touristique, une organisation gouvernementale ainsi que des événements sportifs ou culturels. La publicité peut viser des changements de comportement ou la promotion de valeurs considérées comme positives ou bénéfiques au niveau de la société, mettre en garde contre les drogues, inciter au respect de l'environnement, ou encore promouvoir la prévention routière.
« Ni science, ni art », la publicité est une technique largement empirique qui emprunte à l'économie, à la sociologie et à la psychologie et qui teste ses intuitions via des panels et des études de marché. La créativité en est le cœur mais elle n'est pas un art, même si elle en utilise. Elle n'est ni gratuite, ni objective. Si elle peut le devenir, notamment dans la publicité contemporaine, ce n'est pas le but premier de son commanditaire qui cherche, lui, en premier lieu, à faire passer un message (vendre, inciter, faire agir, etc.).
La question de la publicité comparative est aujourd'hui un sujet qui est débattu au sein de la société : si le concept lui-même rencontre un écho réel dans le public et les associations de consommateurs, la mise en œuvre concrète de l'idée reste controversée.
La majorité des auteurs rapprochent ou assimilent la publicité à un phénomène de propagande propre aux sociétés contemporaines,,,,,,,. Au sein de la société, elle augmente les échanges et accélère la diffusion des nouveaux produits ou des innovations techniques et elle représente un poids économique très important. De nombreuses législations nationales préviennent ses dérives potentielles. Les produits toxiques ou dangereux pour la santé se voient interdire de publicité dans certains pays (le tabac, par exemple), alors que, parallèlement, la réglementation protège certaines catégories de personnes, les enfants en particulier, en interdisant la publicité pornographique et en encadrant rigoureusement la publicité qui leur est destinée.
Des mouvements dits « antipub », dénonçant l'envahissement publicitaire, alimentent la critique et proposent des actions variées pour « s'en protéger ».
Depuis les années 2000/2010, avec l'émergence des exigences de développement durable et de transition écologique, les entreprises ont tendance à orienter leur communication vers une présentation des vertus de leurs produits et services sur le plan écologique, ce qui ne correspond pas nécessairement à leurs agissements véritables. Lorsqu'il y a un écart entre le message publicitaire et les performances sociétales de l'entreprise, le phénomène est appelé « écoblanchiment » (greenwashing en anglais) ; il peut être contrôlé grâce aux alertes des internautes.

## Histoire

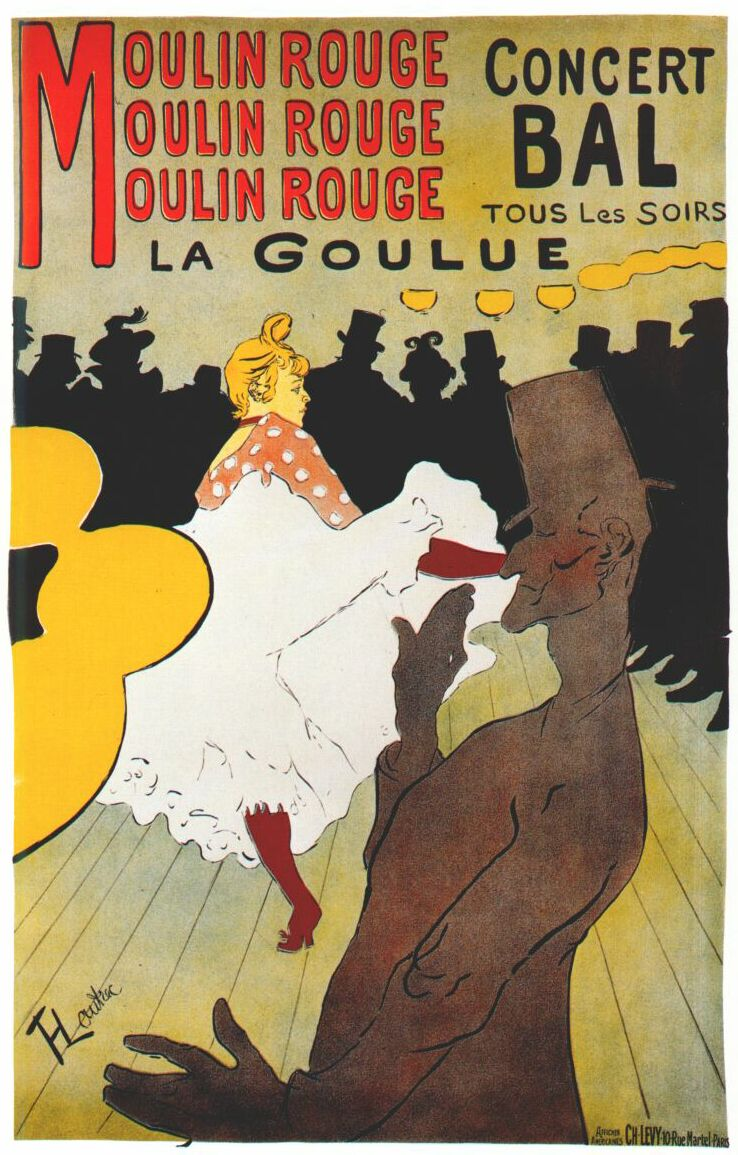
Affiche d'Henri de Toulouse-Lautrec pour le Moulin-Rouge, 1891.

Il est difficile de déterminer avec exactitude la naissance de la publicité (autrefois baptisée « réclame »). Des archéologues ont retrouvé des fresques datant de l'Antiquité qui annonçaient des combats de gladiateurs ou différents évènements culturels. Au Moyen Âge — la plupart des gens étant analphabètes — la communication se faisait par voie orale : les crieurs vantant les produits sur un marché ou annonçant les ordonnances royales aux citoyens peuvent être vus comme une forme de publicité.
Mais ce n'est que vers 1830 que le terme « publicité », qui signifie « action de rendre public » ou « état de ce qui est public », a pris le sens moderne d'« ensemble des moyens utilisés pour faire connaître au public un produit, une entreprise industrielle ou commerciale ». Cette date lie donc le développement de la publicité à celui de l'industrialisation et à l'essor des marchés de grande consommation.

### France

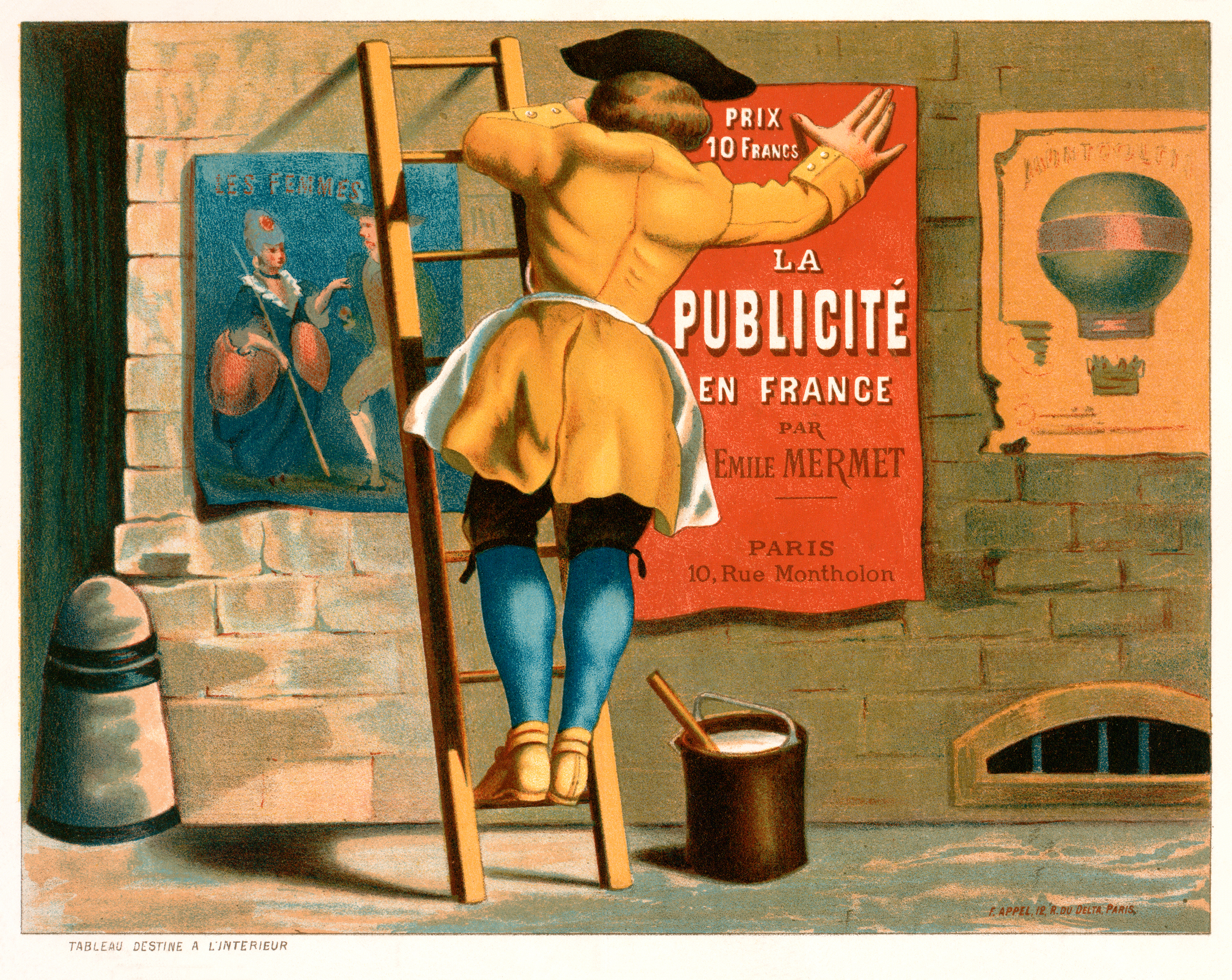
Un homme posant une affiche pour le livre La Publicité en France d'Émile Mermet, 1878.

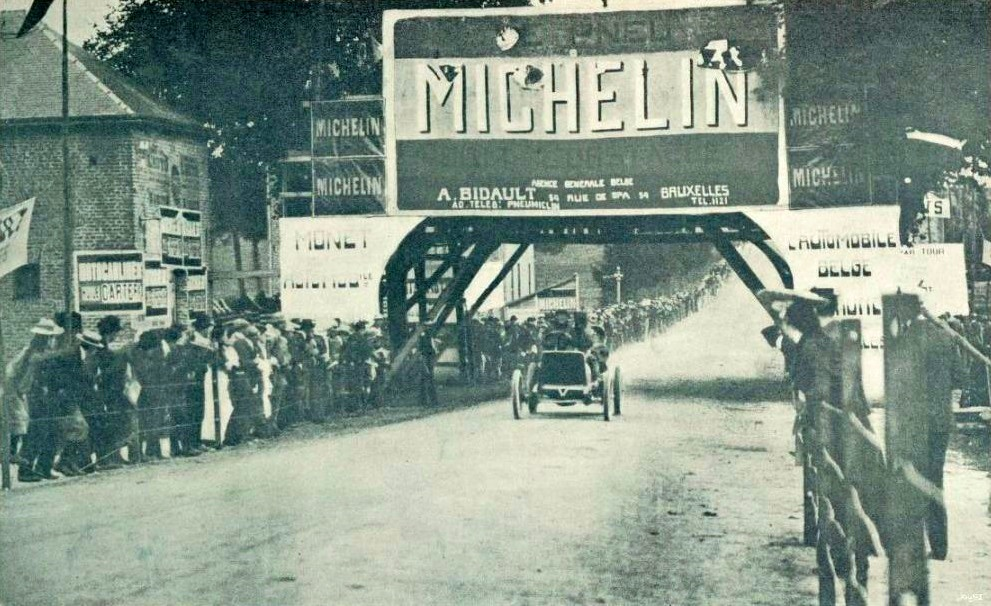
Publicité Michelin sur circuit, en 1905.

- En 1631, Théophraste Renaudot crée le bureau de rencontre et d'adresse, un service chargé de diffuser diverses annonces.
- Jusqu'en 1745, la seule forme de publicité est la distribution de carte d'adresse et l'affichage mural.
- Au XIXe siècle, lors de la révolution industrielle, les progrès techniques permettent à la publicité de communiquer à travers plusieurs médias. Le 16 juin 1836, Émile de Girardin fait insérer pour la première fois dans son journal, la Presse, des annonces commerciales, ce qui lui permet d'en abaisser le prix, étendre le lectorat et optimiser la rentabilité. La formule, révolutionnaire, est immédiatement imitée. La publicité média est née.
- L'affiche donne au début du XXe siècle des réalisations qui atteignent l'état d'œuvre d'art avec Jules Chéret, Henri de Toulouse-Lautrec, Cassandre, Leonetto Cappiello, etc.
- En octobre 1898, à Paris au 8 boulevard Montmartre, a lieu la première projection d'un film publicitaire, réalisé par Félix Mesguich pour le compte de la société Ripolin, grâce à l'utilisation d'une caméra-projecteur inventée par les Frères Lumière[15].
- Avec la radio en 1920, puis la télévision en 1968, la publicité exploite le répertoire de la chanson et met au point l'association entre un slogan oral et un visuel (comme le célèbre « Dubo, Dubon, Dubonnet »). Le XXe siècle ouvre également l'ère de campagnes publicitaires coûteuses, que seuls des groupes importants peuvent se payer (spots radios puis, surtout, spots télé) et qui leur donnent un avantage important sur des concurrents plus petits (car, même si son coût est très élevé, la publicité de masse devient infiniment moins chère par contact-consommateur). La publicité devient un élément crucial de la compétitivité ; une bonne publicité peut assurer la fortune de l'entreprise tandis qu'une campagne ratée met en jeu sa survie.
- En 1958, Bonux lance l'idée d'offrir des cadeaux pour attirer le client[16].
- Avec le développement de la société de consommation après la Seconde Guerre mondiale, le secteur de la publicité se développe et avec lui les premières formes d'organisation de la publicité comme le BVP[17].
- Dans les années 1960 apparaît la publicité subliminale.
- La loi Sapin promulguée en janvier 1993 entame une grave crise dans le monde de la communication. Les agences publicitaires avaient pour habitude de réaliser de très fortes marges à l'insu de leurs clients sur les achats d'espace qu'ils réalisaient, mais la loi Sapin met fin à cette méthode.
- En 2007, il est estimé que chaque Français est exposé à 1 200 à 2 200 publicités par jour[18].

## Propagande et opinion publique
Edward Bernays, né le 22 novembre 1891, est un publicitaire américain. Bien qu'inconnu du grand public, il est le père de la propagande politique institutionnelle. Neveu de Sigmund Freud, il s'inspire des travaux du psychanalyste pour l'écriture de son ouvrage Propaganda, comment manipuler l'opinion en démocratie. Edward Bernays transforme ce que l'on appelle la communication aujourd'hui. À l'époque, les messages publicitaires se résument à vanter les caractéristiques d'un produit, mais Bernays utilise et profite de figures d'autorité, essentiellement des médecins, afin de promouvoir plus efficacement son produit et le rendre unique et indispensable pour le consommateur.
Lors de la constitution de l'U.S. Committee on Public Information, plus connue sous le nom de commission Creel, de nombreuses actions de communication, anodines aujourd'hui, sont utilisées contre l'armée Allemande. La distribution massive de communiqués, l'utilisation du cinéma ou encore le recours à l'influence de leaders d'opinions ont pour effet de mobiliser les foules et faire basculer l'opinion publique.
À la fin de la première guerre mondiale, Bernays, alors conseiller en « relations publiques », terme qu'il invente afin de bannir la connotation négative que renvoie le mot « propagande », s'inspire des travaux de son oncle et travaille pour la célèbre marque de cigarettes américaines Lucky Strike. Le 31 mars 1929, Bernays est chargé d'amener les femmes à fumer du tabac. Pendant une procession, la New York City Easter Parade (en), il fait défiler un groupe de jeunes mannequins et leur demande d'allumer des « flambeaux de la liberté », des cigarettes, le tout devant une grande foule de journalistes et de photographes. L'événement a un succès mondial.

## De l'annonceur à la «cible»
Outre les annonceurs, les agences et les « consommateurs » de la publicité, divers acteurs interviennent, comme les instituts de sondage pour affiner, grâce à des études de marché, la compréhension du marché, pour valider le positionnement du produit et tester l'efficacité de la publicité en phase de finalisation. L'investissement de sommes parfois colossales incite à s'assurer de l'adéquation et de la perception du message publicitaire avant sa diffusion. Ces techniques sont très utiles aux marques pour l'undercover marketing.
Typiquement, la réalisation des spots publicitaires est le fait de sociétés de production qui réalisent les films ; l'impression des affiches ou des dépliants est le fait d'imprimeurs, etc.

### Annonceurs
L'annonceur, dans le langage publicitaire, désigne l'entreprise qui cherche à promouvoir son produit. L'analyse des dépenses de publicité par annonceur fait apparaître une répartition très concentrée. En France, en 1987, mille annonceurs représentent 90 % des dépenses totales de publicité et vingt annonceurs seulement 15 % de ce même total au premier rang desquels les constructeurs automobiles Renault et Peugeot, suivis de Procter & Gamble, qui est alors le premier annonceur au niveau mondial.
La très grande majorité des annonceurs sont des entreprises commerciales cherchant à accroître la notoriété de leur marque et la vente de leurs produits (voir Branding), mais la publicité sert aussi à lever des fonds pour financer les activités des associations caritatives afin d'augmenter leurs actions, ou des musées et autres institutions culturelles pour accroître leur fréquentation.
Elle sert aussi aux gouvernements pour promouvoir des thèmes ardus dont les médias parlent mal ou peu, comme la protection routière, la promotion du patrimoine, la promotion de l'égalité professionnelle entre les hommes et les femmes, la santé, etc. Moins visibles au grand public, l'industrie et les sociétés de service qui vendent à des sociétés tierces ont elles aussi besoin de se promouvoir et de faire connaître à leurs clients l'avantage compétitif dont ils disposent. C'est l'objet de la publicité dite « business to business ».

### Agences
Une agence est un organisme composé de spécialistes chargés, pour le compte des annonceurs, de la conception, de l'exécution et du contrôle des actions publicitaires.
Le secteur des agences-conseils est oligopolistique et dominé par cinq acteurs de poids au niveau mondial. Dans son édition de 1993, Le Publicitor notait : « Les cinq premiers groupes d'agences ont aujourd'hui une part de marché qui correspond à 2/3 du marché mondial. Les vingt premières enseignes représentent 90 % du marché mondial. » À la suite du mouvement de concentration du secteur, dans les années 1990 et 2000, la tendance n'a fait que se renforcer. Saatchi and Saatchi, alors numéro deux mondial, a été racheté par Publicis Groupe qui a aussi absorbé le numéro douze d'alors, Leo Burnett Worldwide ; Young & Rubicam, alors septième, fait désormais partie de WPP Group, tout comme Grey Global Group, alors numéro neuf.
Omnicom Group est le leader avec 12,7 milliards de dollars US de marge commerciale, talonné par WPP Group, avec 6,2 milliards de livres sterling. Ces deux leaders sont suivis de loin par Interpublic Group qui affiche 6,55 milliards de dollars de marge, Publicis Groupe qui communique 4,7 milliards d'euros de marge, Dentsu, peu présente à l'international et néanmoins cinquième mondiale avec 348 milliards de yen, et Havas avec 1,5 milliard d'euros de marge.
L'agence fait intervenir ses différents départements dans le processus de création et d'exécution d'une campagne publicitaire : le département commercial, en contact avec le client ; le planning stratégique, qui recherche la meilleure adéquation entre la marque et les cibles visées par l'annonceur ; le département créatif, chargé de la conception graphique ou audiovisuelle des annonces ; et le département média, notamment pour l'achat d'espace. Ce dernier achète soit directement aux différents médias soit par l'intermédiaire de centrales d'achat d'espace ou de régies publicitaires.

### Public ciblé
L'omniprésence de la publicité dans la civilisation moderne a suscité l'intérêt d'un public de plus en plus nombreux. Cette attirance pour les « pubs » cultes est due à la nostalgie provoquée par les publicités anciennes, reflet d'une époque (les amateurs de réclames antérieures aux années 1960 sont connus depuis longtemps, mais le phénomène s'observe désormais pour des publicités plus récentes, celles des années 1980 en particulier). La fascination de certains amateurs et collectionneurs pour les publicités (anciennes notamment) peut faire partie des processus de captation du public, mais parfois aussi permettre un certain recul face à ces techniques et pratiques de captation par la séduction. Dans le star system, on note la participation d'artistes réputés (Emir Kusturica, David Lynch, Blanca Li…) à la réalisation de publicités ; des célébrités du sport et du spectacle posent pour des publicités. La séduction publicitaire se fait par l'humour ou l'érotisme dans certaines publicités (Aubade, Pirelli…). Le développement de l'informatique et d'internet permet de stocker et de mettre en ligne des publicités numérisées qui sont adaptées au profil de la personne-cible mis en forme par les cookies. Elles peuvent être consultées ou téléchargées par tous sur des sites pratiquant la mise en ligne à bas coût en contrepartie d'encarts publicitaires.

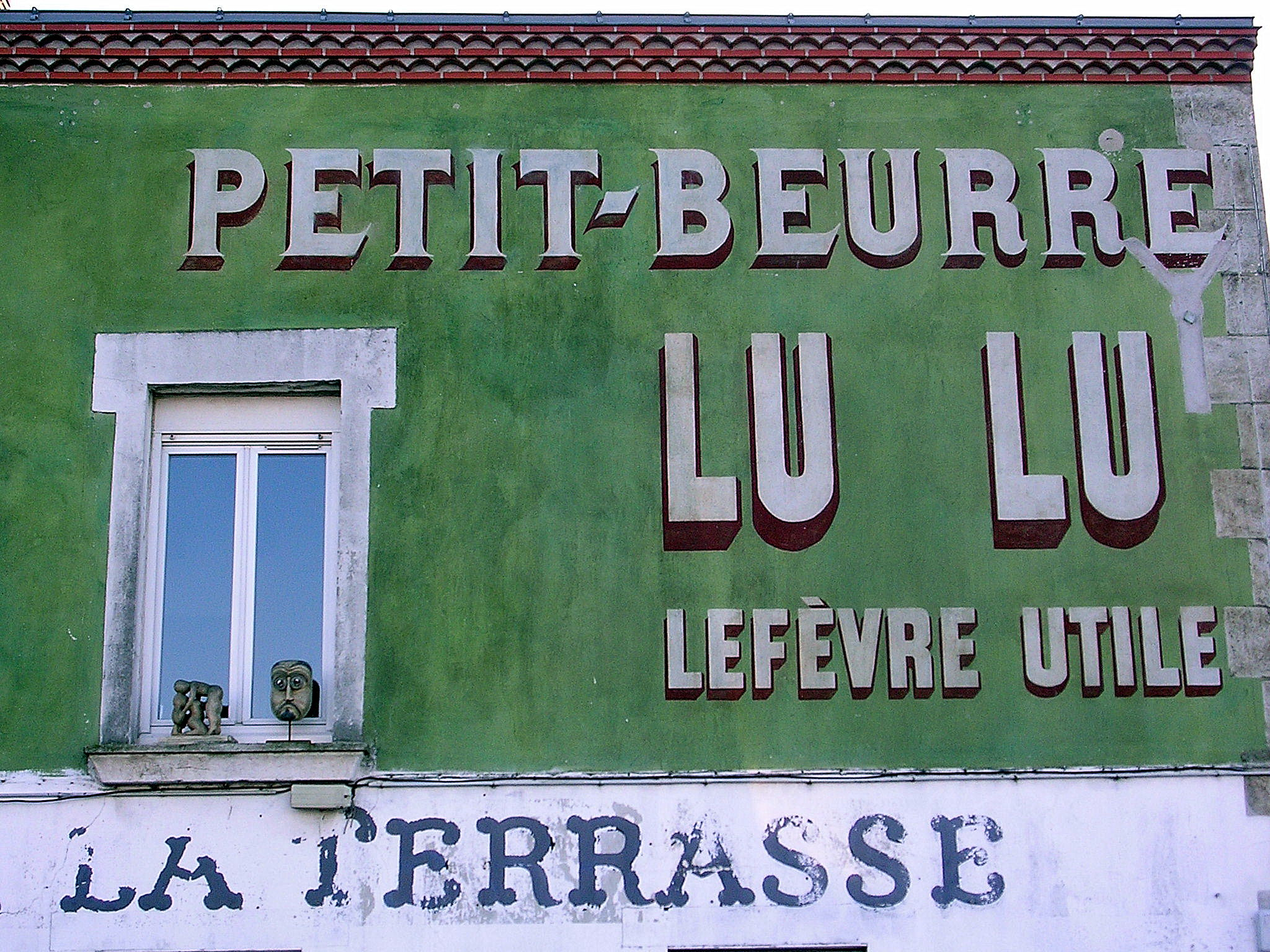
Publicité sur les murs d'une maison.

Il existe un intérêt sociologique important pour décrypter le fonctionnement des publicités, notamment celui des détracteurs face à l'intérêt pour le caractère informatif de la publicité. Des émissions télévisées comme Culture Pub et des périodiques sont consacrés à la publicité ; leur succès a été notable à la fin des années 1990 et au début des années 2000. Des manifestations collectives comme Nuit des publivores diffusent les publicités cultes ou insolites de tous pays et de toutes époques.

## Supports de communication publicitaire

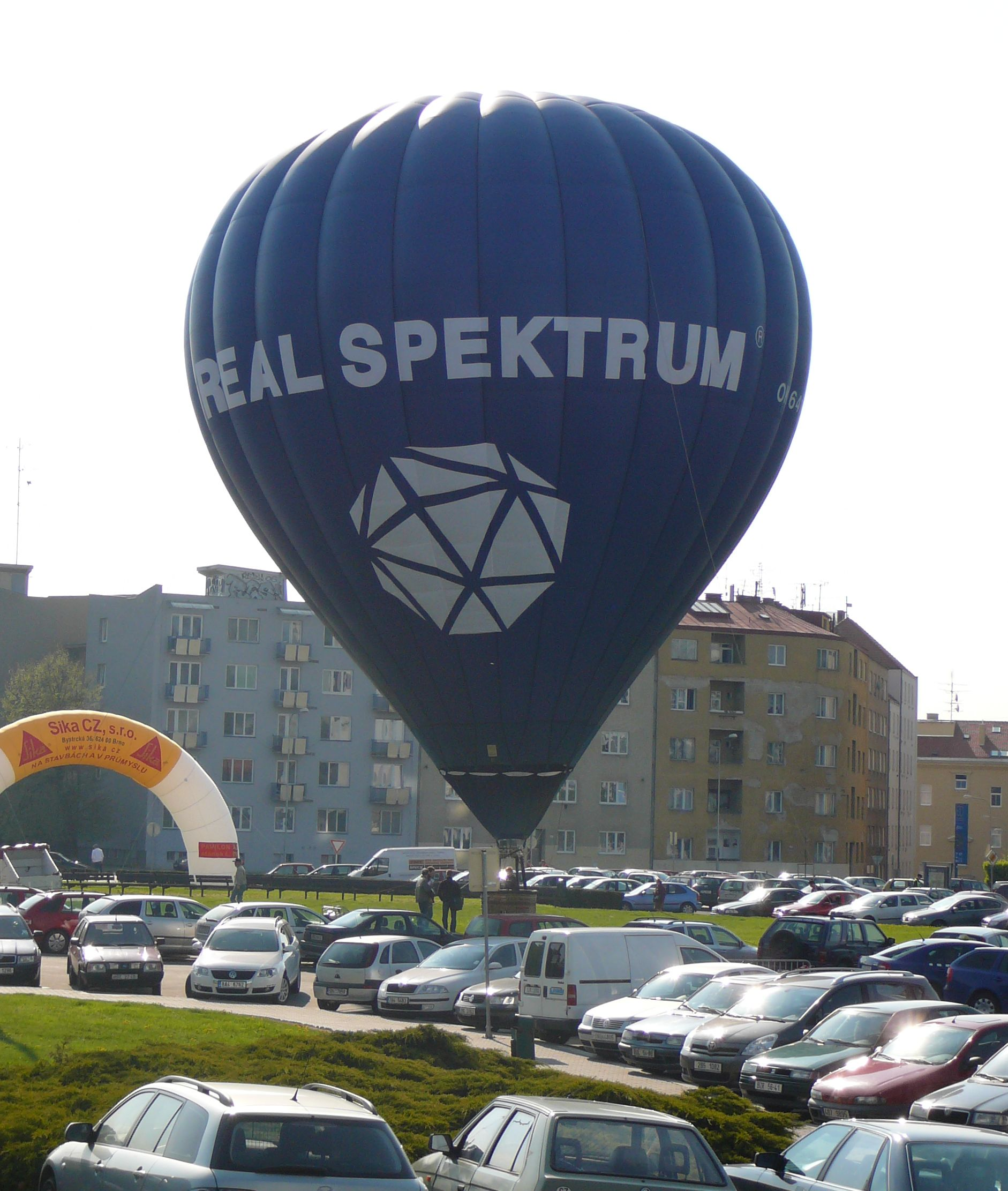
Ballon publicitaire.

Les supports de la publicité sont multiples, de l'antique enseigne de magasin à la bannière internet en passant par la télévision, l'affichage fixe ou mobile, les spots radiophoniques, les dépliants, le publipostage, le mobilier urbain, l'encart dans la presse écrite, les petites annonces, les écrans de télévision placés sur les lieux de vente, l'homme-sandwich dans la rue, tout ce qui constitue la publicité mobile, la publicité aérienne, le placement de produit dans les films ou les séries télévisées, le spam voire dans des applications offertes par des sites internet de sociabilisation. On trouve enfin, dans le domaine de la publicité sur le lieu de vente interactive et de la communication, les stations interactives intelligentes de nouvelle génération comprenant un système d'interface Homme-machine évolué.

### Médias
| Média               | 2015   | 2016   |
| ------------------- | ------ | ------ |
| Publicité télévisée | 37,7 % | 34,8 % |
| Publicité en ligne  | 29,1 % | 36,6 % |
| Presse écrite       | 19,3 % | 15,4 % |
| Affichage           | 6,8 %  | 6,6 %  |
| Radio               | 6,5 %  | 5,9 %  |
| Cinéma              | 0,6 %  | 0,7 %  |

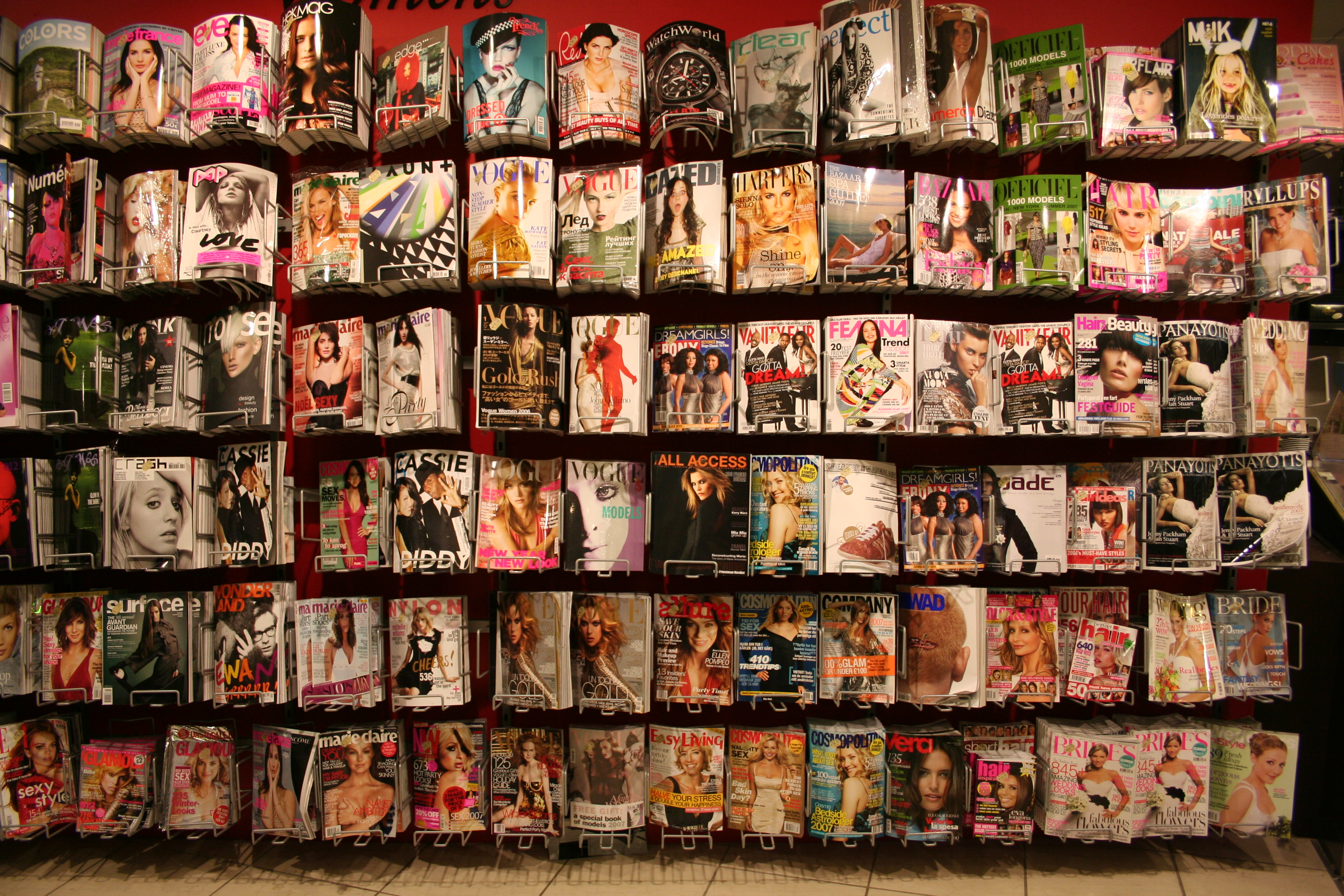
La presse écrite est un support traditionnel pour la publicité.

La publicité télévisée existe sous forme de courts-métrages publicitaires, de sponsoring d'émissions ou de téléshopping, la radiodiffusion sous forme de spots publicitaires ou de slogans, et au cinéma, elle est diffusée à travers des spots publicitaires avant la séance ou par des placements de produit au sein des films. La presse écrite est présente via les annonces-presse, l'affichage fixe via le mobilier urbain comme les abribus, l'affichage mobile via les camions publicitaires ou les stations de vélos en libre service.
La publicité en ligne utilise internet via des bannières publicitaires, des moteurs de recherche, le marketing viral, des publiciels. La publicité mobile consiste en des spots publicitaires sous forme de textos ou de MMS.
Le publireportage, télévisé ou publié dans la presse, vise à promouvoir un produit sous la forme d'une information objective tout en étant payé par l'annonceur. Pour multiplier les revenus publicitaires, de nouvelles technologies apparaissent telles que la publicité virtuelle dont le but est de présenter lors d'un même événement des publicités adaptées à l'audience visuelle.
La publicité média recouvre les formes de communication interactive utilisant un support publicitaire payant mis en place pour le compte d'un émetteur en tant que tel. Pour être perçue, comprise et mémorisée, la publicité a généralement très peu de temps. Il lui faut simultanément capter l'attention, la retenir, et faire passer son message. En ce sens, la publicité pourrait être classée dans la catégorie des techniques de manipulation mentale.[évasif]
En France, le marché de la publicité était de 11,61 milliards d'euros en 2015 : 28,3 % pour la télévision, 27,7 % en ligne, 21,2 % pour la presse.

### Hors médias

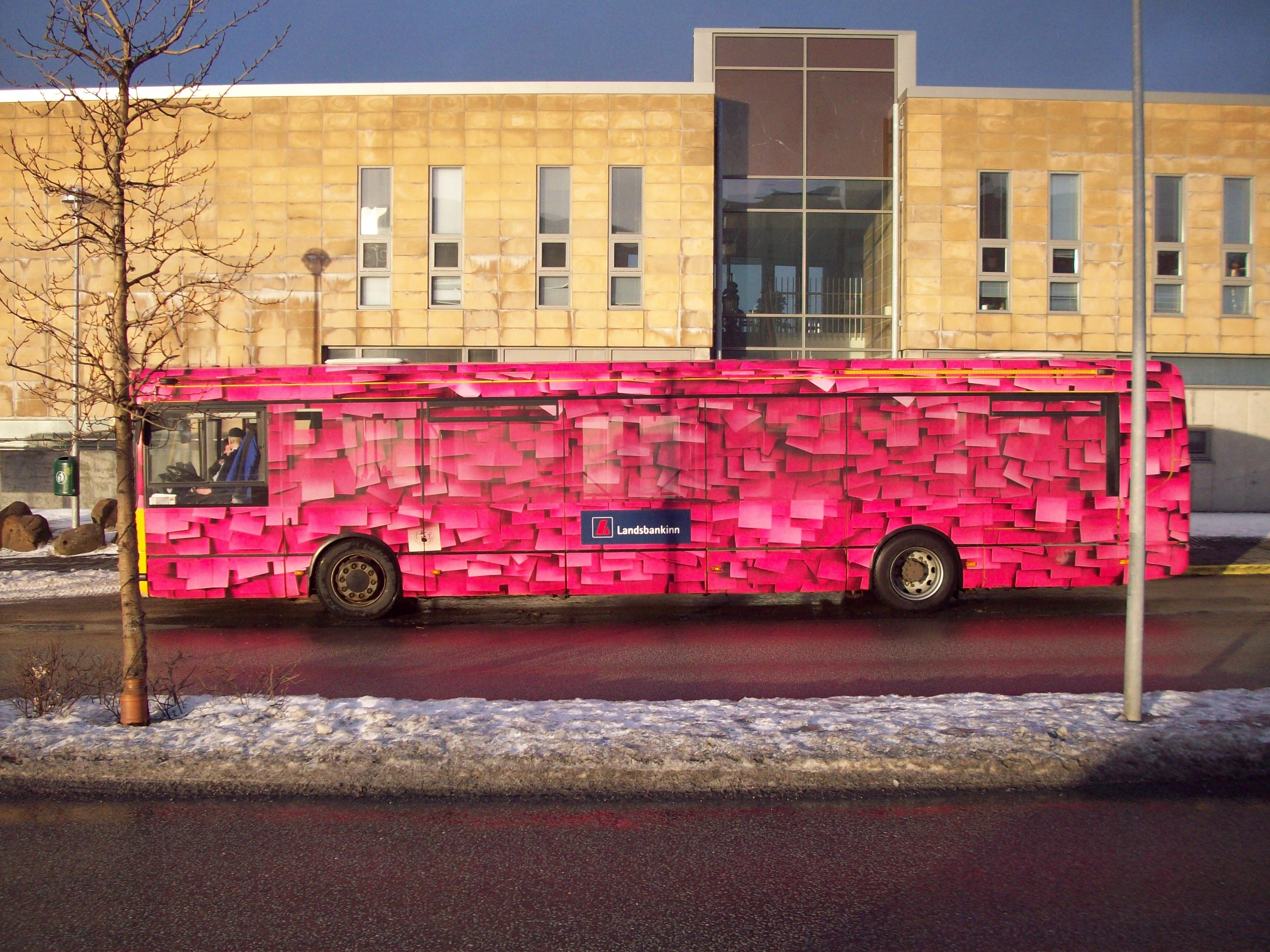
Cet autobus témoigne du caractère envahissant autant que créatif de la publicité dans notre environnement quotidien.

Le marketing direct dit aussi « mercatique directe », consiste à diffuser un message personnalisé et instantané vers une cible d'individus ou d'entreprises, dans le but d'obtenir une réaction immédiate et mesurable. Il comprend, entre autres, le télémarketing et le publipostage.
Les relations publiques, dites aussi « relations presse », consistent à contacter des journalistes pour qu'ils relaient le message à leur lectorat au sein de leurs articles.
La publicité sur le lieu de vente sert de soutien à la promotion des ventes.
Le parrainage consiste à rémunérer un client existant (le « parrain ») pour tout client qu'il apporte.
Le mécénat consiste à financer une association, une organisation non gouvernementale, etc., pour assurer une visibilité et asseoir un positionnement. Il recoupe une stratégie institutionnelle de valorisation sociale de l'entreprise qui se veut perçue comme acteur civique.
Le street marketing est une campagne marketing qui se déroule dans la rue, au contact de la cible souhaitée. Il consiste à communiquer via des hommes-sandwich par exemple, dans les zones de chalandise. Il permet de renforcer une communication de proximité[non neutre][réf. nécessaire].
La communication évènementielle organise un évènement (salon, congrès, festival, convention, soirée festive, cocktail, remise de prix ou rallye) pour communiquer sur l'entreprise ou ses marques.
Les jeux vidéo intègrent parfois de la publicité (affiches, etc.), c'est le publidivertissement (voir aussi : « Placement de produit »).
La communication par l'objet se présente sous huit segments :
- cadeau d'affaire, cadeau de fin d'année ;
- produits publicitaires ;
- objets de promotion ;
- cadeau de parrainage ;
- cadeau de fidélisation ;
- cadeau de motivation ou de stimulation ;
- produits dérivés ;
- publicité sur lieu de vente (PLV).

La publicité prend des formes de plus en plus diverses, comme on peut le voir à travers le Skyvertising. Cela consiste en l'utilisation des airs pour communiquer sur un produit ou un service.

### Sport comme vecteur publicitaire

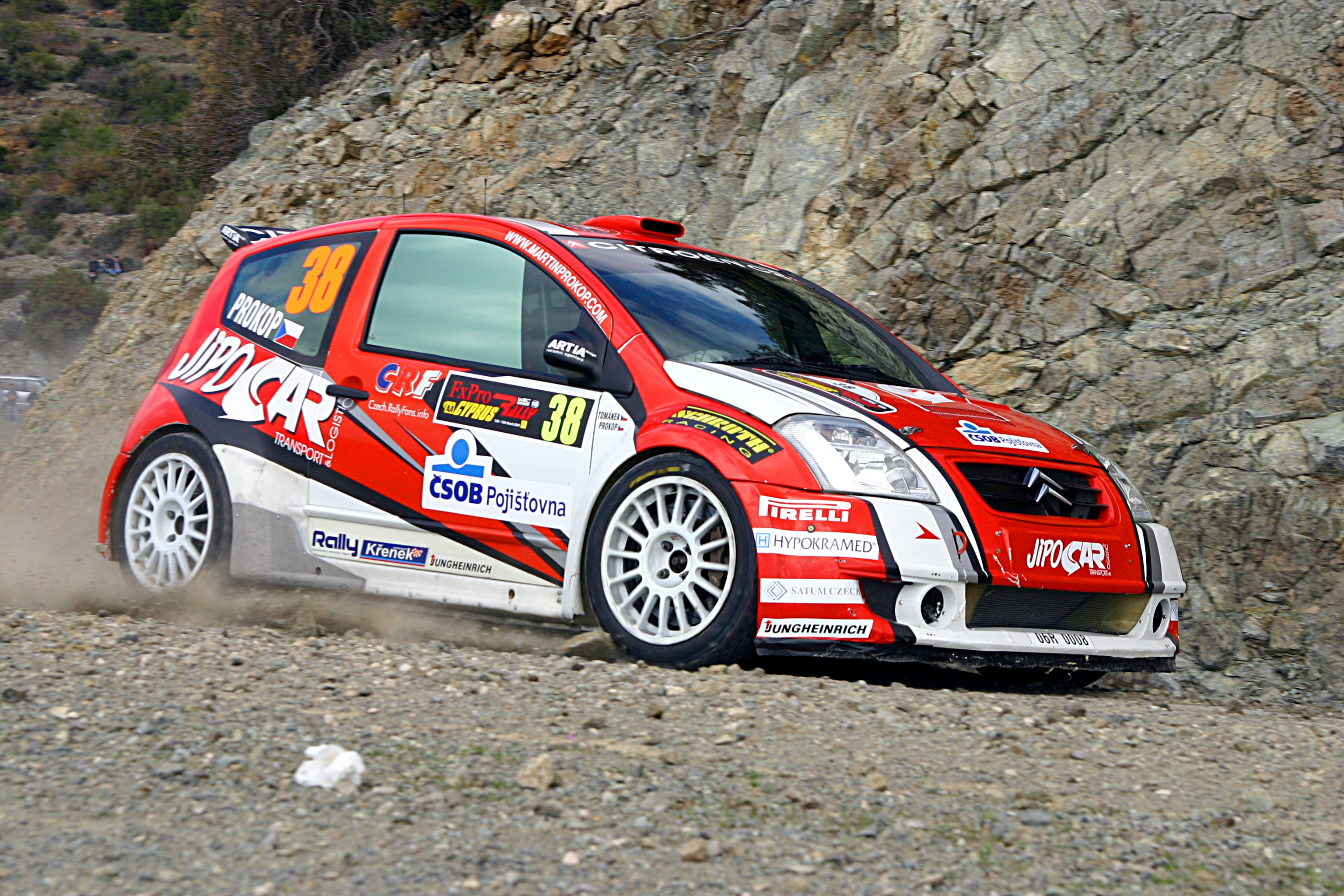
Une Citroën C2 rallye couverte d'autocollants publicitaires

Le sport possède une image très positive dans l'opinion, malgré une certaine contestation du modèle olympique dont les publicitaires savent tenir compte. Il porte à la fois les valeurs de l'individualisme et celles de l'entreprise : bien-être, forme, dynamisme, esprit de compétition et dépassement de soi (toujours plus de productivité et de stress), mais aussi d'équipe, prouesse technologique dans certains cas. Il relie donc les deux pôles des sociétés modernes : le loisir et le travail. Aussi, l'image du sportif en pleine action est-elle souvent utilisée dans la publicité. Les publicitaires entendent également profiter de l'impact médiatique des grands événements sportifs.
Mais les liens entre la publicité et le sport ne s'arrêtent pas là. D'abord, le produit peut avoir un rapport direct avec l'activité physique : articles et vêtements de sport, boissons rafraîchissantes, aliments. Les champions font partie intégrante de l'image de la marque, de ce que les économistes appellent son « actif immatériel ». La performance sportive ne sert donc pas seulement de banc d'essai à la technologie intégrée dans le produit. Elle est une dimension de la politique de communication de l'entreprise, un aspect de sa « communication événementielle ». Mais la pratique du parrainage (commandite) ne se cantonne pas aux seuls articles et vêtements de sport. En 1989, le parrainage représentait 5 % des dépenses publicitaires en France (17 % en Italie). Ajoutons qu'en France les fabricants de cigarettes ou de boissons alcoolisées cherchent à détourner les restrictions à la publicité concernant leurs produits en s'affichant dans les stades, abus que la loi Évin de 1991 entend réprimer.

## Aspects socioculturels
La publicité tend à s'homogénéiser dans le cadre du marché mondial, selon les directives des entreprises (surtout les entreprises américaines). Mais son contenu, sa forme et ses médias sont encore (en partie) différents selon les pays, les cultures et les âges des populations-cibles pour s'adapter à leur identité. En conséquence, la publicité influe sur les désirs et les identités des personnes et des groupes humains, en changeant peu à peu leurs modèles sociaux-culturels, certaines normes alimentaires, vestimentaires et comportementales et leurs pratiques sociales.
La publicité aurait un effet négatif sur le bien-être en suscitant de façon volontaire la frustration,.

## Aspects économiques
Si la publicité est un aspect essentiel de la société de consommation, son poids économique ainsi que son efficacité demeurent difficiles à évaluer.

### Dépenses publicitaires
Ce secteur économique est sensible aux variations de la conjoncture. Les annonceurs, en cas de récession économique, réduisent les dépenses de communication, les plus faciles à diminuer. Au contraire, en phase de croissance économique, l'idée qu'il faille gagner des parts de marché « coûte que coûte » fait que la croissance du secteur est alors plus élevée que le reste de l'économie.

#### Dans le monde
En 2000, année faste en raison de l'avènement de nouveaux produits technologiques, les investissements de communication réalisés dans le monde par les entreprises avaient franchi la barre des 300 milliards de dollars. C'est un secteur en forte augmentation avec un taux de croissance annuel moyen de 6,5 %.
En 2006, dans un rapport intitulé Prévisions 2006-2010 pour le secteur des loisirs et des médias PricewaterhouseCoopers, estime les dépenses publicitaires mondiales à 385 milliards de dollars US.
En 2006, la répartition des investissements publicitaires donne, par ordre d'importance, 43 % pour la presse (dont 30 % pour les journaux et 13 % pour les magazines), 38 % pour la télévision, 8 % pour la radio, 4 % pour internet, moins de 1 % pour le cinéma et 6 % pour l'affichage (hors-média). La publicité média représente désormais 1 % du PIB mondial. De leur côté, le marketing direct et les opérations de promotion pèsent 120 milliards de dollars[réf. nécessaire].
En 2017, les dépenses publicitaires mondiales auraient atteint 559 milliards de dollars des États-Unis.

#### En France
En 1990, le secteur publicitaire représentait 0,76 % du P.I.B. français et employait 50 000 personnes[réf. nécessaire]. En France, pour 2012, la dépense publicitaire globale (toutes activités et secteurs confondus) est estimée à 31 milliards d'euros. Internet, en tant que média, pèse plus que le cinéma ou la publicité extérieure, mais environ 2,5 fois moins que la télévision avec, en 2012, 1,6 milliard d'euros d'investissements publicitaires en France.

### Impact
On accuse la publicité de favoriser la concentration des marchés et de fausser la concurrence. En 1967, le gouvernement britannique oblige les lessiviers leaders sur le marché à vendre un produit générique, sans soutien publicitaire, ni promotion, à des prix inférieurs de 20 % au prix du marché (estimation gouvernementale de l'impact du marketing en termes de coûts). L'expérience fut peu concluante. En France, l'interdiction de la publicité à la télévision faite aux réseaux de grande distribution, justifiée par des aspects économiques de protection de la concurrence, venait du lobby de la presse régionale, grande bénéficiaire de cette mesure, qu'avec la défense du petit commerce.
On peut s'appuyer, pour défendre la thèse selon laquelle la publicité fausse la concurrence, sur le fait que les achats d'espaces-médias sont fortement dégressifs : le coût unitaire est bien moindre quand on achète mille spots qu'un. Cela avantage donc les géants (de l'agroalimentaire par exemple) au détriment des petits producteurs.

### Efficacité
Comment mesurer l'efficacité de la publicité ? Une boutade, couramment véhiculée dans la profession dit : « la moitié de mes investissements publicitaires est dépensée en pure perte. Le problème, c'est que je ne sais pas laquelle. ». Entre ces deux attitudes, se pose la question de l'évaluation de l'efficacité de la publicité, et plus précisément sur la demande. Stimule-t-elle la concurrence ? Favorise-t-elle la concentration de la demande sur un petit nombre de marques ?
Mesurer l'efficacité d'une campagne, est quasiment impossible pour l'annonceur. Idéalement, l'investissement publicitaire est inférieur à l'augmentation des ventes. Mais on ne peut isoler l'effet - variable et dilué dans le temps - de la publicité dans l'ensemble des facteurs qui agissent sur le comportement des consommateurs. Faut il pour autant renoncer à en mesurer l'impact ? Des méthodes statistiques multivariables existent utilisant la régression, l'analyse de la variance, etc. On peut aussi utiliser la méthode du marché test : ne lancer une campagne que sur une partie du territoire et comparer son effet sur les ventes par rapport au secteur sans campagne. Cette méthode, coûteuse en temps a le désavantage d'alerter la concurrence.
Si l'effet d'une campagne-produit donnée sur les ventes est difficile, on sait mieux mesurer la perception globale de l'image de marque en mesurant la notoriété spontanée (pourcentage de personnes citant la marque dans un univers concurrentiel donné), en particulier le top of mind, c'est-à-dire la première marque citée, en évaluant la notoriété assistée (la marque est-elle citée comme connue dans une liste donnée ?). Pour mesurer l'impact d'une campagne, un institut de sondage peut demander, en passant plusieurs spots où les noms des annonceurs sont masqués, d'identifier correctement la marque et le produit.
La publicité est loin de la toute-puissance qu'on lui attribue parfois comme en témoignent les échecs récurrents de produits lancés avec des efforts publicitaires considérables. En témoignent le lancement de la Ford Edsel, les échecs retentissants de produits comme la cigarette Zen de la Seita, le soda Mr Pibb par Coca-Cola ou le détergent Ala. Cependant, de récentes recherches scientifiques montrent que la publicité agit sans que les personnes en soient conscientes. Les messages publicitaires laisseraient des traces dans la mémoire « non consciente » (mémoire dite « implicite »). Or les mesures d'efficacité actuellement utilisées par les agences de publicité et les annonceurs ne mesurent que les effets conscients, sous-estimant sans doute la réelle efficacité de la publicité.

## Campagne publicitaire
La publicité ne garantit pas à elle seule le succès. L'histoire publicitaire a connu des campagnes brillantes pour des produits médiocres vite dépassés par la concurrence et, a contrario, des budgets publicitaires dépensés dans une campagne peu convaincante, peu marquante, pour des produits qui se sont néanmoins bien vendus. La différenciation d'un produit par rapport à sa concurrence, basée sur la seule publicité a peu de chance de réussir. « La réceptivité la plus élevée est toujours observée vis-à-vis des arguments les plus tangibles du marketing ». Il s'agit donc avant tout de faire connaître un nouveau produit et de le vendre; d'accroître la consommation d'un produit existant, de fidéliser la clientèle ou de débaucher celle de la concurrence, de diminuer le caractère saisonnier des ventes. Le message lui-même a moins pour objet d'informer sur la nature de la marchandise ou de l'entreprise que de séduire, d'amener le client potentiel, convenablement ciblé, à voir dans le produit et surtout dans la marque la promesse de la satisfaction d'un désir, ou d'un besoin ; voire un élément de son identité propre. Ainsi, la publicité doit se conformer aux attentes du consommateur, aux normes de la société, même quand elle fait mine de les bousculer. Elle ne crée pas, elle amplifie et diffuse, note Dayan[citation nécessaire]. Les créatifs s'interrogent sur le comportement des consommateurs, la modification de leurs styles de vie. Ils usent et abusent des sondages[Interprétation personnelle ?]. Ils ne négligent ni les apports de la sociologie ni ceux de la psychologie.
Toute campagne publicitaire commence par un briefing, document dans lequel l'annonceur définit pour l'agence la ou les cibles, les objectifs, décrit son produit ou sa marque dans le détail, énumère les contraintes de marché. Ces informations, quasi-contractuelles, serviront de base pour l'élaboration de la création et du plan média.
Parallèlement rappelons que, bien que minoritaires dans une logique de marché dominante, et davantage visibles désormais sur la toile, certaines campagnes publicitaires sont toujours caractérisées et reconnues pour leurs objectifs non commerciaux. Au delà d'autres éventuels intérêts sous-jacents, liés à une association ou à un groupe spécifique, ces "publicités autres", pouvant être portées et promues par l'institution publique, se distinguent souvent par leur message socio-culturel.
Ainsi, dans une optique de "publicité-progrès", bien établie en Italie avec les "Pubblicità Progresso", des causes communes peuvent être abordées avec la même créativité déployée par les publicités traditionnelles. Le nouvel objectif est, bien sûr, celui d'interpeller les consciences pour sensibiliser les esprits et réfléchir à un véritable changement face aux abus[réf. souhaitée].
Dans une perspective d'éducation, les manuels scolaires parviennent très souvent, au moyen de questionnements appropriés, à valoriser ces publicités éducatives ou promotions d'un autre ordre, complémentaires au marché et précieuses, en particulier face à ses dérives.

### Copy-stratégie
La copy-strategy est une méthode de création publicitaire créée par les grands lessiviers Procter & Gamble. C'est le carcan, le garde-fou que s'impose la création pour ne pas aller dans toutes les directions. Elle varie bien entendu d'agence à agence et de créatif à créatif mais, dans ses grandes lignes, doit apporter une réponse à la question « quel bénéfice le consommateur tirera-t-il ? ». Par conséquent, la copy-strategy s'articule autour de quatre éléments :
- Le thème : idée que l'annonceur souhaite faire passer dans son message à une cible définie,
- La promesse : satisfaction ou avantage que le consommateur retirera de l'utilisation du produit,
- La preuve : justification de la promesse, caractéristique distinctive et avantageuse du produit,
- Le ton : climat qui se dégage du message, atmosphère de la publicité.

La copy-strategy est la base sur laquelle les créatifs vont élaborer, de manière tactique, les messages de la campagne publicitaire pour conquérir l'Homo œconomicus, le consommateur rationnel.

### Message d'argumentation
Un message publicitaire est conçu comme une argumentation qui doit comporter trois éléments : un argument cognitif ou informatif : le consommateur doit savoir de quoi il s'agit, ce qui fait le plus-produit ; une part affective qui doit éveiller l'intérêt du consommateur, l'intéresser, le séduire ; une étape conative (qui engage à l'action) : le consommateur est invité à acheter le produit, à appeler un numéro de téléphone, visiter les magasins. En ce qui concerne maintenant les affects, la publicité joue le plus facilement avec l'humour ou le décalage mais un argument sérieux, à la limite de l'ennuyeux peut parfois être plus percutant. Une approche négative peut se montrer payante, culpabiliser les parents afin qu'ils donnent le meilleur à leurs enfants est courant. Choquer, surtout depuis les célèbres campagnes d'Oliviero Toscani pour Benetton, se fait de plus en plus et donne lieu au néologisme shockvertising.
L'annonce publicitaire se compose de plusieurs éléments qui peuvent être visuels, écrits ou sonores. Les principaux éléments sont : l'accroche (jingle qui annonce la pub), le visuel, le texte informatif (body copy), le slogan, la marque, le logo et la signature de l'agence de publicité (baseline).
Cherchant à évaluer l'emploi et l'apport de la musique dans les spots publicitaires audiovisuels, Mario d'Angelo a analysé quarante messages publicitaires passant sur les chaînes de télévision généralistes : durée de la musique dans le message, mixage avec les voix (trois niveaux: égal, fort, retrait), genres de musique, musique instrumentale ou chantée. L'auteur note que la musique y est utilisée pour remplir l'une ou l'autre des six fonctions principales qu'il a définies pour l'ensemble des contenus audiovisuels : émotionnelle, didactique, esthétique, identitaire, narrative, mnémotechnique.

### Plan média
Le plan média recherche la combinaison optimale des supports médiatiques qui, compte tenu des moments de passage des messages, permettra d'atteindre la majeure partie de la cible visée au moindre coût, avec une dose de répétition par individu.
Le choix des supports comprend plusieurs étapes. Tout d'abord, on doit éliminer les médias indisponibles (médias interdits, médias saturés ou médias inadaptés), ensuite évaluer les médias disponibles et choisir les mieux adaptés au produit, aux habitudes de la cible en matière de consommation médiatique et croiser cette information avec le coût unitaire des messages. Enfin, on évalue les différentes combinaisons possibles entre le média de base et d'autres médias.
Le choix des supports s'effectue selon différents critères qualitatifs et quantitatifs… Le plan des supports doit préciser : la combinaison des supports sélectionnés, le nombre d'insertions ou de passages dans chaque support, le rythme de passage et le déroulement dans le temps, le budget, les personnes visées.
Ces choix se doivent d'être rationnellement établis, en fonction d'études de l'audience des médias qu'ils soient imprimés, audiovisuels ou interactifs. Les écueils sont nombreux qui amènent une campagne publicitaire à s'orienter vers un média inadapté à la cible visée en fonction du budget. L'effet cliché (« il faut être présent sur internet », n'est pas forcément un choix valide si la cible est plus âgée), l'effet prestige (« ma campagne doit passer en prime time », alors qu'une couverture en presse régionale aurait mieux value, et pour moins cher, toucher une cible nationale), l'effet nombril fait que l'on juge la consommation des médias en fonction de sa propre expérience (« pendant les vacances, on ne lit plus la presse nationale mais on écoute la radio sur la plage »). Il arrive que l'on vise une cible autre que celle « affichée » et faire passer le message auprès de la concurrence ou des réseaux de distribution, partenaires essentiel de la grande consommation, que l'on est présent.
Le plan média abouti à une stratégie d'achat d'espaces via différentes régies publicitaires, selon les médias choisis.

## Critiques et opposition à la publicité
De manière générale, la population est plutôt hostile à la publicité et à son emprise croissante sur la vie de tout un chacun,. Parallèlement, des individus et mouvements dits « antipubs » dénoncent le « matraquage publicitaire » et remettent en question la légitimité de l'existence de la publicité. En France, un rapport sénatorial remis en 2009 à la Secrétaire d'État à l'écologie sur la publicité extérieure, les enseignes et pré-enseignes, visait à rénover la réglementation française (qui date de 1979 et n'est pas toujours respectée, notamment par les enseignes et pré-enseignes) et mieux lutter contre la pollution visuelle induite par la publicité, mais il a déçu les associations environnementales,,. L'association Paysages de France déplore des mesures insuffisantes et l'« hypocrisie politique » de la loi Grenelle II en la matière.
Divers courants se retrouvent au sein des « antipub » pour dénoncer l'envahissement publicitaire et proposer des actions pour « réagir et se protéger ».

### Contrôle des abus
Comme toute activité, la publicité est soumise à une réglementation et à une déontologie. Des organes publics ou privés sont chargés de faire respecter des règles (très variables selon les pays, parfois plus strictes dans certains espaces tels que les écoles, parcs nationaux, régionaux, etc.). Il existe ainsi des organes de labellisation (publicité pour tout public, par exemple), des organes de contrôle (dans les pays libres, ce contrôle s'exerce a posteriori pour ne pas prendre la forme d'une censure), et les tribunaux peuvent être saisis. Ce contrôle s'exerce sur le fond (interdiction de la publicité mensongère ou cachée, comme un publireportage qui ne dit pas son nom) ou sur la forme (pas trop de sexe ou de violence, par exemple). Néanmoins les décideurs et tribunaux peinent à situer les limites entre exigences de protection de la nature et des paysages et des personnes, et défense et limites de la liberté d'expression (dont une contre-publicité sous forme de « publicité contradictoire » est déjà dans une certaine mesure autorisée dans certains pays).
Il arrive aussi que la réglementation ne soit pas respectée par les annonceurs et que les autorités dont le rôle est de faire respecter la loi ne fassent pas preuve de zèle en la matière. En France, l'association Paysages de France fait régulièrement condamner l'État pour non-application de décisions de justice en matière d'affichage illégal.

### Critique du contenu
Ayant peu de temps pour faire passer une idée, elle s'appuiera souvent sur un cliché, une idée reçue. La publicité utilise souvent les stéréotypes traditionnels : la femme est à la cuisine, l'homme au travail, et les enfants dans une maison confortable, avec juste une pincée d'exotisme sympathique. Si elle utilise des contre-rôles, c'est pour susciter l'attention du consommateur. Au-delà des clichés, la publicité cherche à séduire à travers une image « politiquement correcte » telle que l'enfant et plus généralement le bébé que l'on retrouve aussi bien pour l'automobile que pour la restauration rapide.
Il n'est pas facile de se faire remarquer au milieu de milliers de messages publicitaires. La publicité tente donc de provoquer pour mieux se graver dans les esprits. Cherchant l'efficacité, elle utilise chaque fois que possible des sentiments ou instincts forts, en court-circuitant la réflexion. La publicité voit donc fleurir des pin-up offertes, ainsi que des mâles avantageux. Georges Bernanos va encore plus loin dans cette vision en affirmant que les moteurs de choix de la publicité sont tout simplement les sept péchés capitaux, pour la raison qu'il est « beaucoup plus facile de s'appuyer sur les vices de l'homme que sur ses besoins ».
La publicité, par définition, insiste sur les qualités supposées d'un produit sans en souligner les défauts. Elle passe surtout sous silence les conditions de production des produits qu'elle cherche à faire vendre. Et comme le souligne le Groupe Marcuse : « La publicité mystifie les consciences en mythifiant les marchandises pour leur donner une aura sans laquelle elles apparaîtraient telles quelles, ternes et industrielles ». Une étude de la Harvard Business Review a confirmé que l'impact de la publicité était grand pour les produits envers lesquels le consommateur est indifférent, comme les lessives, et nul pour ceux qui lui tiennent à cœur, comme la religion.
Le philosophe français Roland Barthes consacre à la publicité plusieurs articles de son recueil Mythologies paru en 1957, où il l'utilise pour élaborer sa notion de mythe en tant que système de communication au service d'une idéologie bourgeoise. L'article « Saponicides et détergents » analyse les publicités pour les produits nettoyants dans un article écrit à l'occasion du premier Congrès mondial de la Détergence, tenu à Paris en 1954. L'article « La nouvelle Citroën » décortique la présentation publicitaire de la DS 19 au salon de l'automobile, présentée comme « un de ces objets descendus d'un autre univers, qui ont alimenté la néomanie du XVIIIe siècle et celle de notre science-fiction », et la façon dont la mise en scène de la rencontre entre le nouveau produit et son public est représentatif d'une mythologie de l'automobile.
Pour Friedman, la publicité ne déforme pas l'esprit critique mais ce sont les goûts des consommateurs qui sont jugés mauvais par certains critiques. Il écrit ainsi en 1980 dans La liberté du choix : « Le fond du problème posé par la plupart des critiques de la publicité n'est pas le fait que la publicité manipule les goûts mais le fait que le grand public a des goûts détestables – c'est-à-dire différents des goûts des critiques ». Il y reprend la thèse qu'il développait dans Capitalisme et liberté en 1962 : « Une objection majeure contre une économie libre est précisément qu'elle apporte aux gens ce qu'ils veulent au lieu de ce qu'un certain groupe pense qu'ils devraient vouloir ».
Selon l'encyclopédie du marketing de Jean-Marc Lehu, la publicité négative est un « message publicitaire dont le contenu est essentiellement composé de critiques plus ou moins acerbes, nominatives ou indirectes, des caractéristiques du ou des produits concurrents, ou peut-être interprété comme tel ».
La publicité négative, apparue en 1956 aux États-Unis (durant l'élection présidentielle qui opposa Dwight D. Eisenhower face au démocrate Adlai E. Stevenson), connaît son essor à partir du fameux Daisy spot en 1964, dans lequel une fillette enlève inexorablement les pétales d'une fleur, les uns après les autres, à la manière d'un décompte nucléaire. Cette forme de communication, très utilisée pour discréditer le candidat adverse, lors des campagnes politiques dans certains pays (USA, etc.) n'emporte pas l'adhésion en France où on lui reproche de symboliser le manque de force de proposition de celui qui l'emploie.

### Empreinte carbone et écologique de la publicité

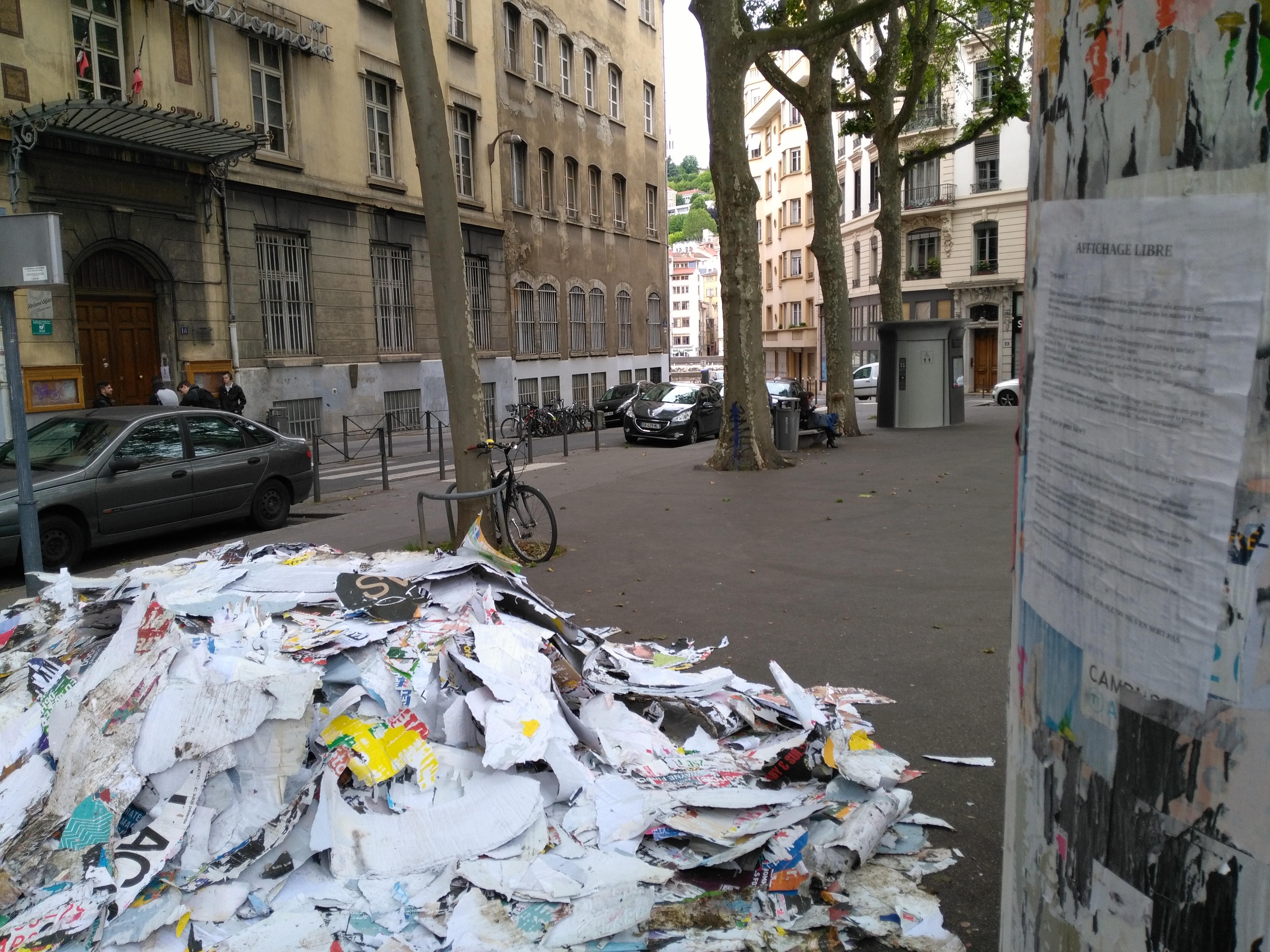
Deux mois d'affiches arrachées par des citoyens pour montrer la dépense de papier générée par la publicité.

La publicité a des effets négatifs pour l'environnement, qui ont au moins deux origines :
1. L'influence (directe ou indirecte) du message publicitaire sur la consommation, contribuant à l'augmentation de l'empreinte écologique du développement socio-industriel, par exemple en incitant le tourisme distant, responsable en 2018 d'environ 9% des émissions de gaz à effet de serre.
2. L'impact direct de l'action publicitaire elle-même sur l'environnement (dépenses de papier et d'énergie, pollution visuelle ou sonore, pollution lumineuse , etc.).

Une critique « écologiste » fréquente de la publicité est qu'elle incite à indirectement consommer des ressources pas, peu, difficilement ou coûteusement renouvelables, en ne prenant que rarement en compte les impacts environnementaux indirects qu'elle génère, en contradiction avec les objectifs d'économie circulaire de l'Europe et de la France.
En juin 2020, les ONG Greenpeace, Réseau Action Climat et Résistance à l'agression publicitaire publient un rapport demandant une « loi Evin climat » limitant la publicité pour des secteurs contribuant au réchauffement climatique, notamment les transports utilisant les énergies fossiles, s'inspirant du contrôle de la publicité sur le tabac et l'alcool instauré par le loi Evin de 1991. Matthieu Orphelin, président du groupe Écologie démocratie solidarité à l'Assemblée Nationale, dépose le 10 juillet 2020 une proposition de loi qui s'appuie sur les travaux de la Convention Citoyenne sur le Climat ; elle interdit toute campagne en faveur des énergies fossiles et de tout véhicule aérien, routier ou maritime fonctionnant aux énergies fossiles ; elle interdit aussi l'affichage extérieur dans l'espace public ; les maires seraient autorisés à interdire toute publicité sur le territoire de leur commune. Elle s'appliquerait pleinement au numérique, et la mention « En avez-vous vraiment besoin ? », visant à lutter contre la surconsommation, serait rendue obligatoire avant le paiement de tout achat de produits sur internet.
En France, des ONG dont la coalition Alliance pour la planète, lors du Grenelle Environnement, ont pointé en 2007 que les contenus des messages publicitaires ne font pas l'objet d'analyses de leurs impacts par le système d'autorégulation du Bureau de vérification de la publicité, même si les bonnes pratiques qu'il promeut refusent l'argumentation trompeuse et les fausses raisons environnementales de vendre, ou les représentations contraires aux objectifs du développement durable. La publicité a sciemment contourné la loi Lalonde de 1991 interdisant de présenter des véhicules circulant en pleine nature française, en allant les photographier ou filmer dans les paysages sauvages d'Islande, de Nouvelle-Zélande ou dans les déserts américains. Le BVP a, en octobre 2007, dans le cadre du Grenelle encouragé les publicitaires à renoncer à ces pratiques et ont signé en avril 2008, proposer une charte d'engagement et d'objectifs pour une publicité éco-responsable, appuyée sur un organisme de veille incluant des professionnels et représentants d'ONG environnementales, d'associations de défenses des consommateurs pour co-réguler le marché publicitaire.
En 2008, la fédération France Nature Environnement (FNE) craignait « une concertation vaseline », demandant que la publicité incitant à la « délinquance environnementale » et à l'écoblanchiment (greenwashing) soient contrée par plus de transparence et par des critères socio-environnementaux dans la vérification, ainsi que par une certification environnementale crédible et reconnue, avec des sanctions pour les contrevenants.
Un second axe de critique pointe l'impact direct de la publicité sur l'environnement : consommation de ressources (papier, énergie) et pollutions sonore et visuelle notamment, problèmes contrariant aussi les objectifs d'économie circulaire de l'Europe et de la France.
Pour limiter la production gaspilleuse de papier publicitaire, le Ministère de l'Écologie et du Développement durable français a ainsi édité dans les années 2000 un autocollant « Pas de publicité S.V.P. » pour les boîtes aux lettres. Aucune réglementation ne protège (en 2008) le consommateur contre la répétition d'un même message plusieurs dizaines de fois dans la semaine. La répétition à ce rythme de messages inchangés au téléphone ou dans la rue ouvrirait le droit à une plainte pour harcèlement[réf. nécessaire].
Dans les années 2000 des publicitaires et des médias mettent en avant le développement durable mais une étude (mars 2008), du ministère de l'Écologie français montrait que, sur 57 grandes entreprises interrogées, seules treize (22 %) respectaient la loi sur les nouvelles régulations économiques dans leur bilan 2006, alors que ces régulations, adoptées en 2001, leur imposaient depuis cinq ans de publier des informations environnementales. « Les sociétés de publicité sont particulièrement peu exemplaires ». Havas et Publicis n'ont, en 2006, pas rempli une seule des trente-cinq rubriques environnementales concernant la consommation d'énergie, d'eau, la production de déchets, les émissions de polluants, etc.
L'Autorité de régulation professionnelle de la publicité (ARPP, ancien BVP) publie régulièrement avec l'ADEME un bilan « Publicité et Environnement » faisant le point sur la conformité de certaines publicités (sur les thèmes de l'agriculture-jardinage, l'alimentation, l'ameublement-décoration, les appareils ménagers, l'automobile-transport, les bâtiments et travaux publics, les boissons, l'entretien, l'énergie, l'hygiène et la beauté et l'immobilier) aux dispositions déontologiques de la Recommandation Développement Durable de l'ARPP. Son 9e rapport a ajouté les publicités faites sur les réseaux sociaux à l'ensemble de 25 000 publicités contenant des messages environnementaux, analysées. Comme en 2015, 50 % des manquements concernaient les publicités de véhicules dans des espaces naturels, principalement dans des bannières web, puis dans les post faits sur les réseaux sociaux. Plus de 23 500 publicités de 2015 ont été analysées, puis presque 25 000 en 2017 ; 5 % du volume de messages environnementaux examinés comportaient des manquements aux recommandations de l'ARPP. En France seules contenaient un argument écologique : elles étaient plus nombreuses depuis 2009 (6 % des 15 700 publicités alors étudiées) pour chuter à 3 % de 2013 à 2017. Le 9e rapport encourage à « familiariser les équipes communiquant sur les services réseaux sociaux avec les règles d’éthique ».

### Critique sur l'influence
Les Américains Chomsky et Herman, dans leur critique du fonctionnement des médias en démocratie, ont théorisé un modèle de propagande dont la « régulation par la publicité » constitue l'un des cinq filtres. Pour des raisons de financement et de survie économique, les médias privés sont avant tout soucieux de bien vendre leur public potentiel aux annonceurs qui les « subventionnent » ; or ceux-ci sont, selon ces auteurs, « plus généralement portés à éviter les programmes trop compliqués ou touchant à des controverses dérangeantes, susceptibles de réduire le « temps de cerveau disponible » du public ».

### Impact sur la santé publique

#### Enfants et adolescents
Les enfants sont une cible privilégiée des annonceurs – à l'école et dans les crèches, dans les supermarchés, à la télévision, sur internet, et dans bien d'autres contextes encore –, le but étant d'obtenir des consommateurs fidèles des produits promus,,,. La publicité télévisée est accusée de contribuer à l'augmentation de l'épidémie d'obésité qui touche les pays développés. Un rapport remis en 2003 à l'agence des normes alimentaires au Royaume-Uni selon lequel la publicité pour la nourriture a un effet sur les enfants en influant sur la préférence de nourriture et sur les demandes d'achats pour des produits malsains. Un groupe de scientifiques français responsables de questions de nutrition affirmait en 2008, dans une tribune intitulée « Engraisser les enfants pour sauver la télévision », et en se référant à des « rapports récents » : « Il existe même un lien entre une forte exposition aux publicités télévisées et l'obésité des enfants âgés de 2 à 11 ans ainsi que des adolescents de 12 à 18 ans. L'exposition à la publicité télévisée portant sur des aliments de haute densité énergétique (notamment sucrés et gras) est associée à une prévalence plus élevée de l'obésité ». En 2010, l'OMS enfonçait le clou : « la publicité télévisée influe sur les préférences alimentaires des enfants et sur leurs demandes d'achat et leurs modes de consommation ».
À la même époque, en France, Que choisir remarquait que 80 % des publicités destinées aux enfants l'étaient pour des aliments, et que 80 % d'entre eux étaient trop gras ou trop sucrés. Cette étude était une critique aux engagements de l'industrie agro-alimentaire en 2008, sous l'égide de l'ANIA, pour la réduction de la publicité destinée aux enfants. Après les études menées sur l'addiction, à la suite de l'épidémie d'obésité de l'enfant, l'OMS recommande de réduire l'exposition des enfants aux publicités pour des aliments à haute teneur en graisses saturées, en acides gras trans, en sucres libres ou en sel,. En France en 2020, le gouvernement ne souhaite pas interdire les publicités pour la malbouffe ciblant les enfants, et favorise l'autorégulation via l'adoption de codes de bonne conduite sur base volontaire.
Le tabagisme dans les films a peut-être également un effet sur la consommation des adolescents : plus un adolescent voit de films avec du tabagisme, plus il risque de fumer. L'inverse est également vrai, à savoir que rares sont les adolescents fumeurs parmi ceux qui ne sont pas soumis à des films tabagiques. L'Organisation mondiale de la santé rappelle l'article 13 de la convention cadre anti-tabac et appelle à des mesures pour limiter la présence de tabac dans les films.

### Critique radicale de la publicité
Des mouvements antipub, dont les militants d'Adbusters, considèrent que la publicité est néfaste en tant que telle. La publicité est dans cette optique une distraction au sens pascalien du terme, c'est-à-dire qu'elle fait perdre de vue des choses plus importantes, au profit du futile. Pour Jacques Ellul, la publicité est le principal moyen de faire définitivement entrer l'homme dans le « système technicien » de la société moderne, que d'« agent annexe de la vente, elle est devenue le moteur de tout le système », et qu'elle apparaît finalement comme « la dictature invisible de notre société » en modifiant radicalement les comportements des individus. C'est également la position de Jean-Claude Michéa qui affirme que le « dressage capitaliste des humains resterait un vain mot » sans « cette omniprésente propagande publicitaire ». Martelant des messages d'importance mineure, elle conduit inconsciemment à percevoir comme mineurs les sujets qui ne sont pas martelés. La publicité participe selon eux d'un système économique vicieux, érigeant en norme sociale la consommation de biens inutiles, et des comportements compulsifs et sédentaires[réf. nécessaire] nuisibles en général à la santé physique et mentale des populations (qui doit être ensuite prise en charge par de nouveaux produits ou par des services sociaux).
La publicité cherche à manipuler l'esprit de celui qui la regarde ou l'écoute. Le dessinateur de presse Willem emploie l'expression « coloniser notre cerveau ». Cet argument est tout particulièrement dirigé contre les campagnes de positionnement des marques, dont le but est de graver une marque dans l'esprit du consommateur, plutôt que de décrire les qualités du produit.
Le propos de Patrick Le Lay, PDG de la chaîne privée française TF1, fait date : « Mon travail est de vendre du temps de cerveau disponible à Coca-Cola ».
La publicité donne l'avantage au commanditaire sur le consommateur : le consommateur reçoit passivement une information biaisée (la publicité), qui peut flatter ses intérêts et ses goûts, mais qui le fait en fonction des intérêts du commanditaire, alors que grâce à des sondages et études de marché (ou par son expérience), le vendeur détient une information claire et objective sur le comportement du consommateur, ses désirs, ses critères de choix, etc.
La publicité est également critiquée comme étant inéquitable envers les petits commerçants : 0, 0002 % des entreprises françaises monopolisent 80 % des publicités.
Afin de faire passer leur message antipub, ces mouvements utilisent des méthodes publicitaires classiques : usage de stéréotypes et slogans, affichage, mobilisation par internet (publicité « virale »), propos et actions provocantes visant à obtenir du temps média offert gratuitement par des journalistes à la recherche de sensationnel, etc. Ces mouvements sont suivis avec intérêt par les agences de publicité elles-mêmes, toujours promptes à récupérer ce qui permet de véhiculer une image de fronde et de liberté. On a vu ainsi apparaître des affiches pré-recouvertes de faux graffiti anti-pub afin de solliciter l'attention.
La critique selon laquelle la publicité provoque peu à peu des modifications irrationnelles de la vision du monde se voit opposer par eux la critique inverse : modifier la vision du spectateur est également l'ambition normale de tout artiste. Mais comme il est bien souvent répété aux étudiants en école de publicité, la publicité n'est pas un art et le publicitaire n'est pas un artiste.
Des actions illégales, conduisant à des poursuites et des procès, ont lieu. Il s'agit principalement de la destruction d'affiches et du détournement des messages publicitaires, dans le métro à Paris (à la manière des membres de l'Internationale situationniste dans les années 1960). De telles actions ont également lieu en France à Marseille, Montpellier, Grenoble, Lyon, Clermont-Ferrand et Toulouse, mais aussi en Belgique.
Le financement des médias par la publicité pose une certaine atteinte à leur indépendance rédactionnelle. Certains annonceurs n'hésitent pas à supprimer ou menacent de supprimer, brutalement, la publicité dans un journal à la suite d'un article trop critique sur leur entreprise. La multiplicité de ces cas et les besoins de financement contraignent les journalistes à une autocensure sur les informations.
La presse française reste fortement dépendante de Google pour le trafic de ses sites, selon une étude publiée par le groupe de communication indépendant Heroiks dans Le Figaro.

### Sexisme dans le milieu de la publicité
En mars 2019, un article dans Le Monde évoque le sexisme à l'œuvre dans le milieu de la publicité. Sur les réseaux sociaux, dans le sillage de BalanceTonPorc, le mot-dièse #MeTooPub circule tandis que certaines agences prennent conscience du problème.

## Règlementation
Des efforts croissants ont été déployés pour protéger l'intérêt public en réglementant le contenu et l'influence de la publicité. Parmi les exemples, on peut citer les restrictions imposées dans de nombreux pays à la :
- Publicité pour l'alcool : par exemple interdite par la loi Évin en France ;
- Publicité pour le tabac : par exemple interdite par la loi Évin en France ;
- Publicité pour les jeux d'argent ;
- Publicité pour des médicaments sur ordonnance : par exemple interdite en Suisse[81] ;
- Publicité politique : par exemple interdite à la radio et à la télévision en Suisse[82] ;
- Publicité religieuse : par exemple interdite à la radio et à la télévision en Suisse[82] ;
- Publicité destinée aux enfants.

En Suisse, le droit fédéral limite la publicité pour certains produits et services, pour des motifs de santé publique (tabac, alcool, médicaments et jeux d'argent), pour des motifs de sécurité routière, pour lutter contre la concurrence déloyale et éviter l'endettement, pour un exercice conforme aux règles (publicité pour certaines professions libérales). De plus, les cantons et les communes règlementent la publicité sur leur domaine public.
Dans certains pays, le secteur de la publicité s'appuie moins sur des lois que sur des systèmes d'autorégulation du secteur privé.
Certaines villes ont interdit la publicité dans l'espace public et l'espace privé visible du domaine public (voir section suivante).

## Villes et collectivités sans publicité
Au début du XXIe siècle, plusieurs localités dans le monde expérimentent des politiques de forte réduction voire de suppression des publicités dans l'espace public.

### Brésil
Au Brésil, dans la ville de São Paulo, en 2006, le maire de centre-droit Gilberto Kassab fait voter la loi « Ville propre » (Cidade Limpa) interdisant toute publicité dans l'espace public ; les panneaux publicitaires sont démantelés l'année suivante. L'écrivain Roberto Pompeu de Toledo salue alors « Une rare victoire de l’intérêt public sur le privé, de l’ordre sur le désordre, de l’esthétique sur la laideur, de la civilisation sur la barbarie ». Pour rhabiller les nombreuses façades couvertes de publicités qui se trouvent dénudées par la loi, la ville met en place une politique d'aménagement urbain consistant à les décorer à l'aide de graffs, de photographies, de sculptures, etc.. La publicité ne disparaît pas totalement car la loi n'interdit pas la publicité sur le mobilier urbain (les abribus, par exemple), les horloges publiques et le métro, et elle ne concerne que l'affichage fixe, pas l'affichage mobile (des gens portant des panneaux ou vêtements publicitaires, par exemple). Un sondage réalisé cinq ans après indique que 70% des habitants de la ville approuvent la loi « Ville propre ». Selon Dalton Silvano, ancien publicitaire, conseiller municipal dans la ville et seul opposant durant le vote de la loi, la loi « a eu un effet terrible, aboutissant à la fermeture d’entreprises de l’industrie ainsi qu’au renvoi de milliers de travailleurs, directement ou indirectement impliqués dans ce média », tandis que la ville argue que « les gens qui dépendaient de travail d’affichage ont été formés dans d’autres types de travaux tels que le marché qui a été créé pour répondre aux façades du commerce ». La mise en œuvre de cette mesure devient une vitrine pour la ville. Dans les années suivant la loi, la municipalité est approchée par de nombreuses villes brésiliennes et étrangères désireuses d'informations et de conseils afin de réfléchir à leurs propres projets.

### États-Unis
En 2015, plusieurs États des États-Unis interdisaient les panneaux d'affichage publicitaire dans l'espace public : le Vermont, le Maine, Hawaii et l'Alaska.

### France
En France, durant l'été 2009, dans la ville de Forcalquier, dans les Alpes-de-Haute-Provence, le maire socialiste Christophe Castaner ne renouvelle pas les contrats qui la lient avec les publicitaires et remplace les panneaux de publicité par des panneaux associatifs et des panneaux lumineux.
À Grenoble, le 22 novembre 2014, Éric Piolle, maire écologiste de la ville, annonce une première en Europe avec la suppression de tous les panneaux publicitaires de la ville afin de libérer de l'espace public et développer des lieux d'expression citoyenne,. La ville annonce également vouloir planter une cinquantaine d'arbres à la place de certains panneaux. La décision est saluée par plusieurs communes et villes, dont Bordeaux, qui réfléchissent à des politiques similaires. La diminution programmée de 620 000 € de recettes fiscales annuelles pour la ville entraîne une vive réaction de l'un de ses opposants politiques, Matthieu Chamussy qui s'en émeut lors de l'émission Récap info sur TéléGrenoble Isère, expliquant alors que cette politique visant à ne plus vouloir travailler avec des acteurs économiques privés, lance un signal fort aux entreprises à ne plus venir s'installer à Grenoble, et font réfléchir certaines qui y travaillent à en partir.

### Inde
En 2009, la ville de Chennai, en Inde, vote une loi qui interdit l'installation de panneaux d'affichage publicitaire.

### Suisse
La commune du Mont-sur-Lausanne (Canton de Vaud) a interdit la publicité dans son espace public en 2019,.
À Genève, une initiative populaire municipale, demandant notamment de supprimer les affiches commerciales dans l'espace public, a été déposée en 2017. Après différents recours, elle est déclarée valable en 2021 par le Tribunal fédéral, qui reconnaît notamment que :

« […] l'on ne saurait voir dans le bannissement de la publicité commerciale par voie d'affichage sur le domaine public et le domaine privé visible depuis le domaine public une mesure complètement inapte à atteindre les buts de politique sociale voulus par les initiants, tendant à soustraire la population à une exposition non désirée à la publicité ainsi qu'à lutter contre la surconsommation et ce qu'elle induit, comme l'obsolescence programmée et le surendettement. L'on peut ajouter que lorsqu'une personne se trouve sur le domaine public, elle ne peut échapper à la vision d'un affichage publicitaire, alors que sur les autres canaux de diffusion de publicité, elle dispose d'une maîtrise sur cette exposition […] »

Le 12 mars 2023, l'initiative « Genève zéro pub » a été rejetée par 52 % des votants de la ville.
La ville de Vernier a interdit l'affichage publicitaire sur son territoire dès 2023,. Elle est la première commune sans publicité du canton de Genève. En 2024, le Tribunal fédéral valide l'interdiction de l'affichage commercial à Vernier, :

« Les cantons et communes sont en principe libres de réglementer la publicité sur leur domaine public […] l'interdiction d'affichage commercial en Ville de Vernier vise à préserver la qualité du paysage communal et du cadre de vie, à faciliter la mobilité des personnes dans l'espace public, à combattre la pollution visuelle, ainsi qu'à permettre à la population de se soustraire à une exposition non désirée à la publicité et éviter ainsi les conséquences induites/favorisées par cette dernière, à savoir la surconsommation, l'obsolescence programmée et le surendettement […]. Ces buts […] correspondent à des intérêts publics de politique environnementale et sociale, qui permettent de restreindre la liberté économique et la garantie de la propriété […] Les personnes souhaitant faire de la publicité commerciale disposent toutefois d'une kyrielle d'autres moyens pour faire connaître leurs produits et services […] »

## Archivage
La seule cinémathèque au monde destinée à l'archivage des films publicitaires est située en Suisse, dans la commune de Crissier (Vaud)[réf. nécessaire].
Fondée en 1979, la Cinémathèque Jean Marie Boursicot (du nom de son fondateur) collecte et archive ces films publicitaires dont le premier date de 1898. La collection est estimée approximativement à 950 000 publicités. La Cinémathèque fournit ces publicités à de nombreuses émissions de télévision, à des documentaires et à des étudiants pour leur mémoire. C'est cette collection qui est à l'origine de la Nuit des publivores sus-citée.